# Bad at Love (bài hát của Halsey)
"Bad at Love" là một bài hát của ca sĩ kiêm nhạc sĩ người Mĩ Halsey. Nó được phát hành vào ngày 22 tháng 8 năm 2017 như là đĩa đơn thứ hai từ album Hopeless Fountain Kingdom của cô.

## Video âm nhạc
Video âm nhạc của bài hát được đạo diễn bởi chính Halsey và Sing J Lee. Video bắt đầu với Halsey chạy một chiếc xe gắn máy trên sa mạc và sau đó dừng lại tại một trạm đổ xăng. Halsey cầm một tờ báo lên và thấy gương mặt của cô kèm với dòng chữ "Truy nã" được viết trên trang nhất. Với sự giúp đỡ của 3 người bạn, Halsey đã trốn thoát khỏi 2 tên cảnh sát. Ở đoạn kết, Halsey và 3 người bạn chạy xe về phía hoàng hôn. Nó được tải lên trên kênh Vevo của Halsey vào ngày 30 tháng 8 năm 2017.

## Diễn biến thương mại
Vào tháng 9 năm 2017, bài hát đã bán được hơn 76.000 bản riêng tại Hoa Kỳ theo Nielsen SoundScan. Nó vươn đến vị trí thứ 5 trên bảng xếp hạng Billboard Hot 100, trở thành đĩa đơn top 10 đầu tiên của Halsey dưới tư cách 1 nghệ sĩ solo, qua mặt đĩa đơn trước là "Now or Never" khi nó chỉ dừng chân tại hạng 17.
Nhờ vào những bản remix của bài hát, "Bad at Love" mang về cho Halsey vị trí quán quân đầu tiên trên bảng xếp hạng Dance Club Songs.

## Xếp hạng
| Bảng xếp hạng (2017–18)                   | Vị trí cao nhất |
| ----------------------------------------- | --------------- |
| Australia (ARIA)                          | 42              |
| Australia Dance (ARIA)                    | 5               |
| Canada (Canadian Hot 100)                 | 22              |
| Cộng hòa Séc (Singles Digitál Top 100)    | 48              |
| New Zealand Heatseekers (RMNZ)            | 7               |
| Slovakia (Rádio Top 100)                  | 69              |
| Slovakia (Singles Digitál Top 100)        | 41              |
| Hoa Kỳ Billboard Hot 100                  | 5               |
| Hoa Kỳ Adult Contemporary (Billboard)     | 20              |
| Hoa Kỳ Adult Pop Airplay (Billboard)      | 3               |
| Hoa Kỳ Dance Club Songs (Billboard)       | 1               |
| Hoa Kỳ Dance/Mix Show Airplay (Billboard) | 1               |
| Hoa Kỳ Pop Airplay (Billboard)            | 2               |
| Hoa Kỳ Rhythmic (Billboard)               | 17              |
| Venezuela English (Record Report)         | 5               |

## Chứng nhận
| Quốc gia | Chứng nhận  | Số đơn vị/doanh số chứng nhận |
| --- | ----------- | ----------------------------- |
| Úc (ARIA) | Bạch kim    | 70.000‡                       |
| Brasil (Pro-Música Brasil) | Vàng        | 20,000‡                       |
| Canada (Music Canada) | 2× Bạch kim | 0‡                            |
| Hoa Kỳ (RIAA) | 3× Bạch kim | 3.000.000‡                    |
| * Chứng nhận dựa theo doanh số tiêu thụ. ^ Chứng nhận dựa theo doanh số nhập hàng. ‡ Chứng nhận dựa theo doanh số tiêu thụ và phát trực tuyến. |             |                               |